# Bernard Buurman
Bernard Buurman (Leiden, 16 november 1883 - aldaar, 18 juni 1951) was een Nederlandse architect. Hij was vooral actief in Leiden waar hij verantwoordelijk is voor het ontwerp van vele honderden arbeiderswoningen en diverse herenhuizen en villa's. Ook werkte hij voor de plaatselijke industrie. 

## Carrière
Buurman begon zijn carrière als medewerker bij het architectenbureau van W.C. Mulder, dat toen werkte aan woningbouw in de Kooi voor de Vereeniging tot Bevordering van den bouw van Werkmanswoningen te Leiden. Mulder en Buurman werkten vanaf 1918 samen als Mulder en Buurman. Na het overlijden van Mulder in 1920 ging Buurman zelfstandig verder. Een jaar nadat ir. M.P. Schutte in 1947 in dienst was gekomen, werd hij compagnon en gingen zij als Architectenbureau B. Buurman en ir. M.P. Schutte verder. Het bureau bestaat nog steeds, nu onder de naam Bruins Soedjono Architekten BV BNA.

## Ontwerpen (selectie)
| Naam                                                                                             | Bouwjaar | Adres                                                           | Plaats          | Bijzonderheden                                            | Afbeelding |
| ------------------------------------------------------------------------------------------------ | -------- | --------------------------------------------------------------- | --------------- | --------------------------------------------------------- | ---------- |
| Fredericus en Odulfuskerk                                                                        | 1926     | Zoeterwoudsesingel 50                                           | Leiden          | Informatie over rijksmonumentnummer 515053                |            |
| Huisartsenpraktijk en woonhuis in zakelijk expressionisme-stijl                                  | 1927     | Rijnsburgerweg 31f                                              | Leiden          | Gemeentelijk monument nummer 1485                         |            |
| Voormalig Centraal Israëlitisch Wees- en Doorgangshuis                                           | 1929     | Roodenburgerstraat 1a                                           | Leiden          |                                                           |            |
| Voormalig wolpakhuis met rode bakstenen gevels van de NV Textielfabrieken v/h Gebrs. Van Wijk    | 1929     | Herengracht 36                                                  | Leiden          | Gemeentelijk monument nummer 1029                         |            |
| 75 woningen voor de Vereeniging tot Bevordering van den bouw van Werkmanswoningen te Leiden      | 1931     | Medusastraat                                                    | Leiden          |                                                           |            |
| 40 woningen voor de Vereeniging tot Bevordering van den bouw van Werkmanswoningen te Leiden      | 1932     | Bij de Haagweg                                                  | Leiden          |                                                           |            |
| Voormalige Herensociëteit Amicitia                                                               | 1932     | Steenstraat 2                                                   | Leiden          | Informatie over rijksmonumentnummer 515084                |            |
| Voormalige Kweekschool voor onderwijzers (Methode Haanstra)                                      | 1935     | Vliet 8                                                         | Leiden          | Beschermd gemeentelijk monument                           |            |
| Justus Carelhuis                                                                                 | 1936     | Witte Rozenstraat                                               | Leiden          |                                                           |            |
| Meelpakhuis van Meelfabriek De Sleutels                                                          | 1937     | Oosterkerkstraat 18                                             | Leiden          | Informatie over rijksmonumentnummer 522148                |            |
| Schoonmakerij van Meelfabriek De Sleutels                                                        | 1937     | Oosterkerkstraat 18                                             | Leiden          | Informatie over rijksmonumentnummer 522149                |            |
| Silo van Meelfabriek De Sleutels                                                                 | 1937     | Oosterkerkstraat 18                                             | Leiden          | Informatie over rijksmonumentnummer 522150                |            |
| Riffellokaal van Meelfabriek De Sleutels                                                         | 1937     | Oosterkerkstraat 18                                             | Leiden          | Informatie over rijksmonumentnummer 522151                |            |
| Silo van Meelfabriek De Sleutels                                                                 | 1938     | Oosterkerkstraat 18                                             | Leiden          | Informatie over rijksmonumentnummer 522152                |            |
| werkmanswoningen voor de Vereeniging tot Bevordering van den bouw van Werkmanswoningen te Leiden | 1938     | Paradijssteeg                                                   | Leiden          |                                                           |            |
| 18 woningen voor De Leidsche Bouwvereniging                                                      | 1939     | Andries Schotkade, de Leuvenstraat en Gerrit van der Laanstraat | Leiden          |                                                           |            |
| Kantoor met dienstwoning van Meelfabriek De Sleutels                                             | 1940     | Oosterkerkstraat 18                                             | Leiden          | Informatie over rijksmonumentnummer 522153                |            |
| Rijwielstalling en garage van Meelfabriek De Sleutels                                            | 1940     | Oosterkerkstraat 18                                             | Leiden          | Informatie over rijksmonumentnummer 522154                |            |
| Voormalige Vakschool voor Meisjes, Huishoud- en Industrieschool met Internaat                    | 1941     | Groenhazengracht, Rapenburg 23                                  | Leiden          | Beschermd gemeentelijk monument                           |            |
| Voormalige produktiehal spinnerij Clos & Leembruggen (nu Nieuwe Energie)                         | 1941     | 3e Binnenvestgracht                                             | Leiden          |                                                           |            |
| 103 arbeiderswoningen in het Uitbreidingsplan Noord                                              | 1947     | achter de Mare- en Herensingel                                  | Leiden          | Supervisie op het hele plan met in totaal 1000 woningen.  |            |
| Molengebouw (of Bühlermolen) van Meelfabriek De Sleutels                                         | 1947     | Oosterkerkstraat 18                                             | Leiden          | Informatie over rijksmonumentnummer 522155                |            |
| Koning Willem-Alexandergemaal                                                                    | 1954     | Binnensluis 3                                                   | Katwijk aan Zee | Informatie over rijksmonumentnummer 530957 + M.P. Schutte |            |
| Mr. P.A. Pijnacker Hordijkgemaal                                                                 | 1936     | Schielands Hoge Zeedijk 71                                      | Gouda           | Rijksmonument nummer 517616                               |            |